# Соловйов-Сєдой Василь Павлович
Василь Павлович Соловйов-Сєдой (рос. Василий Павлович Соловьёв-Седой; 25 квітня 1907, Санкт-Петербург — 2 грудня 1979, Ленінград) — радянський композитор. Народний артист СРСР (1967). Лауреат Ленінської (1959) і Державної премії СРСР (1943, 1947). Герой Соціалістичної Праці (22.05.1975). Депутат Верховної Ради СРСР 3—5-го скликань.

## З життя і творчості
Василь Павлович Соловйов-Сєдой народився 25 квітня 1907 року в родині вихідців із селянства. Батько, Павло Павлович Соловйов, служив старшим двірником у будинку № 139 Старо-Невського проспекту в Санкт-Петербурзі. Мати, Ганна Федорівна, працювала покоївкою у відомої співачки Вяльцевої, яка подарувала їй грамофон та грамплатівки зі своїми піснями. З дитячих років займався грою на балалайці.
1923 року закінчив єдину трудову школу. Побачивши в петербурзькому кінотеатрі «Слон» піаніно для тапера, став по слуху підбирати відомі мелодії і навчився грати: з 1925 року озвучував кіносеанси в клубах, працював акомпаніатором у студії художньої гімнастики, піаністом-імпровізатором на Ленінградському радіо.
З 1929 року навчався в Ленінградському центральному музичному технікум. У 1931 році композиторське відділення Центрального технікуму закрили і всіх студентів-композиторів перевели в Ленінградську консерваторію. Соловйов-Сивий закінчив Ленінградську консерваторію в 1936 році за класом композиції у П. Рязанова. У роки навчання працював композитором у Ляльковому та Антирелігійному театрах Ленінграда.
У 1936 році на ленінградському конкурсі масових пісень першу премію отримали його пісні «Парад» (слова Гітовича) та «Пісня про Ленінград» (слова Ривіної). 1938 року почав писати музику для кіно. У 1940 році в Ленінграді і в 1941 році в Москві відбулася прем'єра його балету «Тарас Бульба» (2-а редакція — 1955).
У роки війни жив у Чкалові (нині — Оренбург), де у 1941 році організував та очолив театральну фронтову бригаду «Яструбок», з якої був направлений на Калінінський фронт, у район Ржева. Війна дала сильний драматичний імпульс його творчості. У період 1941—1945 років написав близько 70 пісень, що здобули йому славу; серед них — «Вечір на рейді» (вірші Чуркіна), «На сонячній галявинц» («Тальяночка»), «Солов'ї», «Давно ми вдома не були» (всі три — на вірші Фатьянова), «Про що ти сумуєш, товаришу моряк?» (вірші Лебедєва-Кумача ), «Не турбуй ти себе, не тривож», «Почуй мене, хороша» (обидві — на вірші Ісаковського), «Матроські ночі» (вірші Фогельсона). У 1945 році написав пісні до комедійного фільму «Небесний тихохід»: «Тому що ми пілоти» (вірші Фатьянова) і «Пора в дорогу-дорогу» (вірші Фогельсона); У 1945 році в місті Куйбишеві відбулася прем'єра його оперети «Вірний друг».
Пісня «На човні» з музики до кінофільму «Перша рукавичка» (1946, на вірші Лебедєва-Кумача) — одна з найпроникливіших ліричних пісень. Пісня «В дорогу» з фільму «Максим Перепелиця» (1955, вірші Дудіна) стала найпопулярнішою стройовою в Радянській Армії. У 1947 році композитор написав пісенний цикл на вірші Фатьянова «Розповідь про солдата», пісня з якого «Де ж ви тепер, друзі-однополчани?» стала популярною у радянських ветеранів. Пісня на вірші Матусовського з документального фільму «У дні спартакіади» (1956) «Підмосковні вечори» стала музичним символом СРСР у всьому світі. До VI Міжнародного фестивалю молоді та студентів у Москві (1957) написав пісню «Якби хлопці всієї землі» на вірші Долматовського. Створений того ж року шедевр композитора — «Вечірня пісня» (на вірші Чуркіна; відома за початковими словами як «Місто над вільною Невою…»), була неофіційним гімном Ленінграда.
Писав музику до художніх (понад 40), до мультиплікаційних, науково-популярних та документальних кінофільмів (близько 15), музику до драматичних вистав та радіопостановок (близько 40). Автор мемуарів та публіцистичних статей. На початку 1970-х був членом журі популярного телевізійного конкурсу «Алло, ми шукаємо таланти!».
У 1948—1974 роках обіймав великі адміністративні посади в Спілці композиторів СРСР: у 1948—1964 роках — голова правління Ленінградського відділення Спілки композиторів СРСР, у 1957—1974 роках — секретар Спілки композиторів СРСР, з 1960 року — секретар Спілки композиторів РРФСР.
Від 1967 року — Народний артист СРСР.
В. П. Соловйов-Сєдой — автор музики до фільмів: «Небесний тихохід», «Перша рукавичка» та ін., й українських кінокартин: «Небеса» (1940), «Одного чудового дня» (1955), «Шельменко-денщик» (1957).
Помер 2 грудня 1979 року в Ленінграді. Похований на Літераторських містках Волковського цвинтаря Ленінграда (Санкт-Петербурга).

## Нагороди та звання
- Герой Соціалістичної Праці (22.05.1975)
- три ордени Леніна  (24.02.1957, 1971, 22.05.1975)
- Орден Червоної Зірки (1945)
- медаль «За доблесну працю у Великій Вітчизняній війні 1941—1945 рр.»
- медаль «За доблесну працю. В ознаменування 100-річчя з дня народження Володимира Ілліча Леніна» (1970)
- Медаль «Ветеран праці»
- Сталінська премія ІІ ступеня (1943) — за пісні «Вечір на рейді», «Пісня помсти», «Грай, мій баян…»
- Сталінська премія ІІ ступеня (1947) — за пісні «Пора в дорогу-дорогу…», «Давно ми вдома не були…», «Їде хлопець на возі…», « Стали ночі світлими...»
- Ленінська премія (1959) — за пісні «В дорогу», «Версти», «Якби хлопці всієї землі», «Марш нахімовців», «Підмосковні вечори»
- Заслужений діяч мистецтв РРФСР (1956)
- Народний артист РРФСР (1957)
- Народний артист СРСР (1967)